# بودمین
latitudeبودمینlongitudeبودمین
بودمین (به انگلیسی: Bodmin) یک شهرک و middle ages battle در بریتانیا است که در انگلستان واقع شده‌است.

## خصوصیات
بودمین ۱۲٬۷۷۸ نفر جمعیت دارد.

## خواهرخوانده
شهرهای گرس ولی، کالیفرنیا، Bad Bederkesa و Le Relecq-Kerhuon خواهرخوانده‌های بودمین هستند.